# Alice Burdeu
Alice Burdeu, née le 27 janvier 1988 à Melbourne, en Australie, est un mannequin australien qui a remporté le troisième saison du Next Top Model australien,.

## biographie

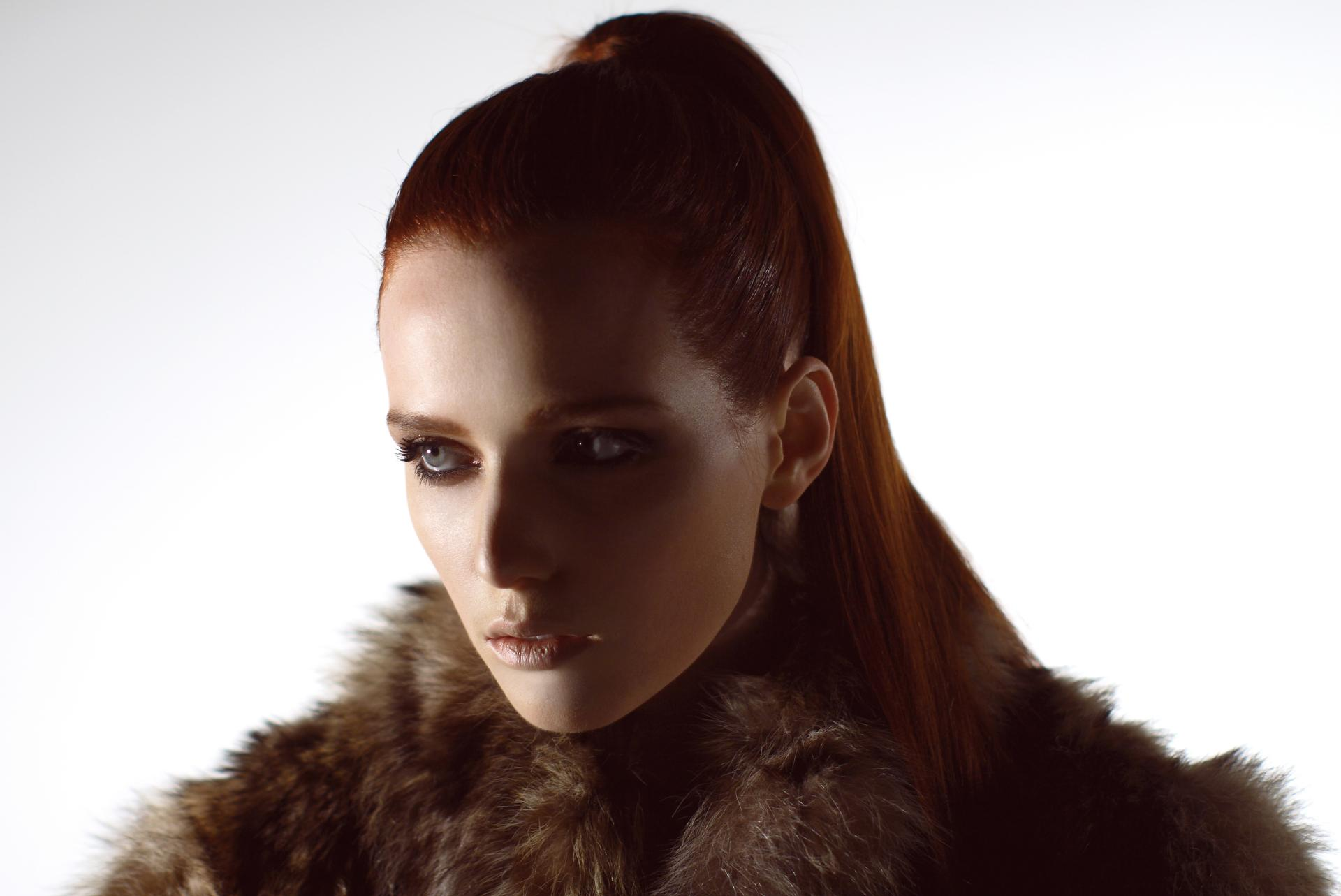
Alice Burdeu, partie du portfolio du modèle Elite Model Management (2007)

Après avoir remporté le concours Australia's Next Top Model, Alice Burdeu apparaît dans une campagne publicitaire pour Green With Envy, une boutique de mode de Melbourne, et fait la couverture de Pages, un magazine de mode australien. Elle travaille comme modèle photo et mannequin à Singapour, faisant également la couverture des magazines Luxury, et Luxx Living. Durant son séjour à New York, Alice Burdeu signa un contrat avec Elite Model Management, qui lui assurait les défilés de la saison automne hiver 2007-2008 et les shows de la New York Fashion Week avec notamment Proenza Schouler, Marchesa, et Marc Jacobs.
Alice Burdeu a fait deux fois la page de couverture deVogue Australia, et les éditoriaux de Women's Wear Daily, Velvet,  Elle UK, Marie Claire Italy, AnOther and Numéro Korea. Elle a défilé pour les marques Louis Vuitton, Alexander McQueen, Dolce & Gabbana, Marc Jacobs, Christian Lacroix, Jean-Charles de Castelbajac, Jil Sander, Lanvin, Céline, Lacoste, Shiatzy Chen, Sonia Rykiel and Alex Perry. Alice Burdeu a fait des apparitions dans les campagnes de D&G, Sonia Rykiel, Napoleon Perdis, Alannah Hill, Mimco et Blumarine (en).
En février 2008, Alice Burdeu est nommée Models.com's Top 10 Newcomers of Fall 2008 par Style.com,.
À la fin 2008, Alice Burdeu consacra plus de temps à la photographie de mode, en escamotant la saison de mode automne hiver 2008/2009 et les fashion weeks 2009.